# La storia vera della signora dalle camelie
La storia vera della signora dalle camelie è un film del 1981 diretto da Mauro Bolognini, con Isabelle Huppert e Gian Maria Volonté.
La vicenda del film è ispirata al romanzo La signora delle camelie (1848) di Alexandre Dumas figlio.

## Trama
Alphonsine Plessis, una ragazza di provincia è avviata dal padre alla prostituzione in giovane età. Arriva a Parigi con un unico obiettivo: sentirsi parte della ricca borghesia cittadina. Per ottenere il suo scopo sfrutta la sua unica ricchezza: la bellezza del suo corpo. Prima è amante di un giovane conte e poi accompagnatrice di un anziano e ricchissimo gentiluomo che vede in lei le sembianze di sua figlia deceduta. Divenuta moglie del conte De Perregaux, la giovane sarà una donna libera e riverita dall'alta società parigina con il nome di Marie Duplessis, fino alla sua tragica morte per tisi.

## Riconoscimenti
- 1981 - David di Donatello
  - Migliore scenografia a Mario Garbuglia
  - Migliori costumi a Piero Tosi
  - candidatura Miglior attore non protagonista a Bruno Ganz
  - candidatura Migliore fotografia a Ennio Guarnieri
  - candidatura Miglior colonna sonora a Ennio Morricone
- 1981 - Nastri d'argento
  - Migliore attrice esordiente a Carla Fracci
  - Migliore scenografia a Mario Garbuglia
  - Migliori costumi a Piero Tosi

## Critica
Paolo Mereghetti ha scritto del film: «Bolognini e lo sceneggiatore Medioli non si ispirano al romanzo e al dramma di Dumas figlio... trasforma l'eroina in una donna senza scrupoli... La pedanteria scenografica non basta a giustificare una rilettura molto meno provocatoria che nelle intenzioni.»